# Làng Bùng
Làng Bùng est un village du district Thạch Thất dans la province de Hải Dương, Hanoï.
C'est dans ce village que naquit Phùng Khắc Khoan (1528–1613), célèbre homme politique vietnamien sous la dynastie Lê.